# Clock Tower
De Clock Tower, officieel de Former Kowloon-Canton Railway Clock Tower (Chinees: 前九廣鐵路鐘樓) en veelal aangeduid als de Tsim Sha Tsui Clock Tower is een herkenningspunt in Hongkong, China. Het bouwwerk ligt aan de zuidelijke kust van Tsim Sha Tsui, dicht bij Victoria Harbour in het zuiden van Kowloon. Het gebouw uit 1915 is wat overblijft van het treinstation van Kowloon aan de spoorlijn van Kowloon naar Kanton in China.
Op de top van de 44 m hoge klokkentoren in rode baksteen en graniet bevindt zich een 7 m hoge bliksemafleider.